# Stanislav Markélov
Stanislav Yúrievich Markélov (en ruso: Станисла́в Ю́рьевич Марке́лов; Moscú, 20 de mayo de 1974 – Moscú, 19 de enero de 2009) fue un abogado y periodista activista por los derechos humanos, crítico con la actuación del ejército ruso en Chechenia.
Había sido abogado de la familia de Elza Kungáyeva, una joven mujer chechena asesinada por el coronel ruso Yuri Budánov, que permaneció en prisión hasta mediados de enero de 2009, 15 meses antes del cumplimiento total de la pena.

## Asesinato
Markélov fue asesinado el 19 de enero de 2009 en Moscú junto a la periodista Anastasia Babúrova.
Entre sus clientes, tenía víctimas del OMON y de la toma de rehenes del teatro Dubrovka de Moscú el 23 de octubre de 2002, así como también Anna Politkóvskaya.

### Reacciones
El secretario general del Consejo de Europa condenó duramente los asesinatos.

### Investigación
En noviembre de 2009, las autoridades rusas declararon el final de la investigación criminal, hallando sospechosos a Nikita Tíjonov, de 29 años, y su novia, Yevguenia Jasis, de 24, ambos miembros de la Organización Militante de Nacionalistas Rusos. Según las pesquisas, Tíjonov fue el autor material, mientras que Jasis le informaba por teléfono móvil de los movimientos de Markélov y Babúrova justo antes del doble asesinato. El crimen fue motivado por venganza por la actividad anterior de Markélov como abogado defensor de activistas. Los sospechosos fueron detenidos, y confesaron el crimen. En mayo de 2011, Tíjonov fue condenado a cadena perpetua y Jasis a 18 años de prisión.